# Siamo tutti inquilini
Siamo tutti inquilini è un film del 1953 diretto da Mario Mattoli.

## Trama
Annamaria è stata la cameriera di una signora che le ha lasciato in eredità un appartamento in un palazzo nel centro di Roma; Augusto è il portiere del condominio che è sempre spalleggiato da Antonio, un suo conoscente che ama passare il tempo nella guardiola dell'edificio.
Nel palazzo si intrecciano varie storie, prima fra tutte quella di Annamaria che deve una grossa somma di denaro all'amministratore a causa delle rate condominiali arretrate non pagate; la ragazza si vede pressata nel disfarsi del lascito della sua ex datrice di lavoro, nonostante abbia trovato un altro lavoro come cameriera in un bar.
Il dottor Talloni, dentista e amministratore del palazzo, è un tipo severo, autoritario e infido, che mira a prendere possesso dell'appartamento che è stimato intorno ai 3.200.000 lire, mentre le rate arretrate ammontano a sole 415.000 lire; inoltre egli gioca sul fatto di prendere tutte le decisioni in completa autonomia - col sistema del silenzio-assenso - per via dell'assenza continua dei rispettivi condomini alle riunioni che puntualmente organizza nella propria abitazione.
Annamaria, innamorata di Carlo, un operaio, vorrebbe sposarsi con lui e andare a vivere nel suo appartamento, ma a causa delle ristrettezze economiche, sarà costretta ad affittarlo lavorando come cameriera per i suoi nuovi affittuari che si dimostreranno comprensivi quando verranno a conoscenza del suo stato finanziario e che pur di pagare le rate arretrate ha coinvolto Augusto che si è spinto fino a domandare un finanziamento per tendere una mano di aiuto alla ragazza.
L'ultima possibilità che rimane ad Augusto per poter far conoscere a tutti i condomini la situazione di Annamaria e i loschi sotterfugi di Talloni, è quella di usare l'astuzia; con una manovra subdola, Augusto costringe tutti i residenti degli appartamenti a presentarsi all'ennesima riunione di condomino che vede come primo punto il licenziamento di Augusto e in secondo l'esproprio dell'appartamento di Annamaria.
Dopo aver radunato tutti i condomini a casa di Talloni, Augusto - come se fosse un'aula di tribunale - formula un'arringa difensiva in cui spiega i suoi punti di vista e ammonisce duramente tutti coloro che fino a quel momento si sono sempre sottratti al dovere civico di partecipazione alle varie riunioni condominiali.
Alla fine, grazie all'intervento dell'avvocato Sassi e alla generosità collettiva, Augusto riesce a evitare il proprio licenziamento e lo sfratto esecutivo di Annamaria, cosicché la ragazza può finalmente coronare il suo sogno d'amore con l'amato Carlo.

## Critica
Morando Morandini, nel suo Dizionario dei film, ha commentato la pellicola con queste parole: «scampoli di neorealismo, scatti comici, bravi caratteristi».